# Pumpspeicherkraftwerk Tianhuangping
Das Pumpspeicherkraftwerk Tianhuangping ist ein Pumpspeicherkraftwerk in Tianhuangping, Kreis Anji in der chinesischen Provinz Zhejiang. Das Kraftwerk hat eine installierte Leistung von 1836 Megawatt und nutzt sechs reversible Francis-Turbinen. Der Bau begann 1993 und im Jahr 2004 war das Kraftwerk betriebsbereit. Es ist eines der größten Pumpspeicherkraftwerke in Asien; zurzeit ist es das fünftgrößte gemessen an der Leistung.

## Betrieb

### Tianhuangping-Talsperre (Unterbecken)
Der Tianhuangping-Damm in CFRD-Bauweise staut den Bach Da Xi zum Unterbecken auf. Das Reservoir hat einen Nutzraum von 6.770.000 m³. Es gibt einen ungesteuerten Seiten-Überlauf als Hochwasserentlastung, der für einen Abfluss von 536 m³/s konzipiert ist.

### Oberbecken
Vom Unterbecken wird das Wasser in das Oberbecken gepumpt, das einen Nutzraum von 6.760.000 m³ hat. Es ist künstlich in den Berg geschnitten und mit Hilfe von vier Satteldämmen geschaffen worden. Wenn Strom erzeugt wird, fließt das Wasser durch drei 882 m lange Druckrohre mit 7 m Durchmesser abwärts zum Kraftwerk, das oberhalb des Unterbeckens steht. Bevor das Wasser die Pumpturbinen erreicht, teilt es sich in sechs Zweigrohre auf.

### Kraftwerk
Die sechs Zweigrohre versorgen die sechs Turbinen mit Triebwasser. Jede Francisturbine hat 306 MW installierte Leistung und 336 MW Maximalleistung. Die Turbinen und Generatoren stehen in einem Kavernenkraftwerk mit den Abmessungen: 198,7 m lang, 21 m breit und 47,7 m hoch. Nachdem Strom erzeugt worden ist, wird das Wasser in das untere Reservoir abgelassen und der ganze Prozess kann von vorne beginnen.
Die Kosten des Pumpspeicherkraftwerks betrugen umgerechnet 900 Millionen US-Dollar. Es ist ein Ausbau auf 2016 MW geplant.

## Daten Oberbecken
- Speicherraum: 6.770.000 m³ (normal)
- Speicherraum: 9.192.000 m³ (gesamt)
- Einzugsgebiet: 0,327 km²
- Dammhöhe und -länge: 72 m / 577 m
- Gesamtlänge Ringdamm: 2315 m
- max. Höhenlage Wasserspiegel: 905,2 m

Quelle: ChinCold

## Daten Unterbecken
- Speicherraum: 6.770.000 m³ (normal)
- Speicherraum: 8.595.600 m³ (gesamt)
- Einzugsgebiet: 24,2 km²
- HWE-Abflussleistung: 536 m³/s
- Dammhöhe und -länge: 92 m / 225 m
- max. Höhenlage Wasserspiegel: 344,5 m

Quelle: ChinCold